# Rudolf Leiber
Rudolf Leiber (* 21. Mai 1896 in Tauberbischofsheim; † 5. Oktober 1988 in Mannheim) war ein deutscher Polizeibeamter und Jurist während des Nationalsozialismus und nach 1945 Polizeipräsident von Mannheim.

## Kindheit und Studium
Rudolf Leiber wurde am 21. Mai 1896 in Tauberbischofsheim geboren. Er verbrachte seine Schulzeit in Mannheim und machte dort sein Abitur. Im Anschluss begann er ein Studium der Rechtswissenschaften an der Ruprecht-Karls-Universität  in Heidelberg, welches er bis zum Beginn des Ersten Weltkriegs in Frankfurt am Main fortsetzte. Rudolf Leiber kämpfte als Soldat im Ersten Weltkrieg und geriet 1917 an der Westfront in Flandern in englische Kriegsgefangenschaft. In der Gefangenschaft wurde er als Dolmetscher eingesetzt. Er war Mitglied der katholischen Studentenverbindungen KDStV Hasso-Nassovia Frankfurt am Main und KDStV Arminia Freiburg im Breisgau.

## Karriere
1923 wurde er nach seiner Promotion und dem Bestehen der zweiten Staatsprüfung an der Universität Freiburg zum Regierungsassessor ernannt. Leiber wurde zunächst bei den Bezirksämtern Donaueschingen, Waldshut, Stockach und Engen eingesetzt, bevor er 1925 ins badische Innenministerium versetzt wurde. 1926 wurde er zum Regierungsrat ernannt. Er arbeitete auch als Lehrer an der badischen Polizeischule in Karlsruhe. 1928 wurde er als dienstältester Regierungsrat zum Stellvertreter des Polizeipräsidenten in Mannheim beauftragt. Leiber blieb nach 1933 beim Polizeipräsidium Mannheim, wurde aber von der Bearbeitung politischer Angelegenheiten ausgeschlossen. Sein Aufgabengebiet umfasste die Aufsicht über die Kriminalpolizei, die polizeiliche Meldestelle, das Passamt und den Erkennungsdienst.
Rudolf Leiber trat nach 1933 weder in die NSDAP ein noch der SA oder SS bei, er wurde daher 1938 vom Polizeipräsidium Mannheim zum Oberversicherungsamt Mannheim versetzt, bei welchem er bis 1945 tätig war, zuletzt im Rang eines Oberregierungsrats. Im Zweiten Weltkrieg war er Soldat und war zeitweise als Militärverwaltungsbeamter in Brüssel und Antwerpen tätig. Leiber geriet am 26. April 1945 in Regensburg in amerikanische Kriegsgefangenschaft und wurde am 3. August 1945 wieder aus dieser entlassen.

## Nach 1945
Am 16. August 1945 wurde Rudolf Leiber vom damaligen Mannheimer Oberbürgermeister Josef Braun als Polizeipräsident von Mannheim eingesetzt. Die Genehmigung dafür erteilte die amerikanische Militärregierung am 17. August 1945. 1962 trat Leiber als Polizeipräsident in den Ruhestand, betätigte sich aber noch bis 1975 als Stadtrat  der CDU-Fraktion im Mannheimer Gemeinderat.
Am 17. Mai 1979 wurde Rudolf Leiber auf Vorschlag des Ministerpräsidenten von Baden-Württemberg das Verdienstkreuz am Bande des Verdienstordens der Bundesrepublik Deutschland verliehen.
Rudolf Leiber starb 1988 im Alter von 92 Jahren in Mannheim.